# Новосёлово (Рязанская область)
Новосёлово — населённый пункт, входящий в состав Ковалинского сельского поселения Кораблинского района Рязанской области.

## Топоним
В различных документах деревня называлась именно Новоселово, а не Новоселки – «новое селение». Поэтому не исключена возможность названия селения от фамилии Новоселов. Фамилия Новоселов происходит от прозвищного личного имени Новосел – «недавний поселенец».

## География
Находится в 8 километрах западнее районного центра. Деревня протягивается на 3 километра вдоль автотрассы Р-127 «Пехлец-Кораблино-Скопин».

## История
В списке селений Ряжского уезда за 1859 год деревня Новоселово не указана. 
В то же время в этом списке есть деревня Навайлова. Видимо, имела место опечатка. По указанному расстоянию от Навайлова до уездного центра, совпадает с расстоянием до деревни Новоселово (при колодцах, с 35 дворами). 
В «Историко-статистическом описании церквей и монастырей Рязанской епархии» И. Добролюбова за 1885 год, в описании Успенского храма в селе Аманово, упоминается деревня Новосёлово с 90 дворами.
В Клировой ведомости Успенской церкви в селе Аманове за 1914 год описывается деревня Новосёлово, которая входила в приход.
В деревне в то время было 170 дворов, действовали церковно-приходская школа (открыта в 1902 году) и деревянная часовня.
Бои во время ВОВ в Новосёлово
29 ноября над деревней Новосёлово произошёл воздушный бой. Советский самолёт был сбит, экипаж из четырёх лётчиков, погиб. Их имена не установлены, похоронены они в братской могиле на кораблинском кладбище. Фрагмент крыла разбившегося самолёта можно увидеть в Кораблинском краеведческом музее. 
В тот же день, не встретив сопротивления, по пехлецко-скопинской дороге немцы добрались до деревни Новосёлово, что в 8 километрах от заветной цели. Их отряд состоял из 25 человек, 7 мотоциклов и 1 грузовика.
Узнав об этом истребительный отряд в Кораблино — выступил навстречу нацистам. Они были вооружены винтовками, пистолетами и гранатами.
Близ Кораблино завязался бой. Немцы пытались обойти оборонявшихся кораблинцев — но попытки были тщетными. Не потеряв в скоротечном бою ни одного солдата немцы вернулись в Новосёлово. Партизаны решили уничтожить диверсантов пока они находятся в деревне.
30 ноября примерно в пять-шесть утра они начали «операцию». Немцы вначале ввязались в перестрелку, но позже двинулись из Новосёлова. О бегстве захватчиков было сообщено в Ряжск, где дислоцировалась 11-я смешанная авиационная дивизия. Ил-2 190-го штурмового авиаполка, по приказу дважды героя Советского Союза Григория Кравченко, был поднят в небо. Через некоторое время штурмовик догнал и обстрелял спасавшуюся колонну и обстрелял её, никто не выжил. Они были похоронены в Новосёлове, на месте их захоронения сейчас растут берёзы.

## Население
| 2010 |
| ---- |
| 33   |